# Katrien Van Schuylenbergh
Katrien Van Schuylenbergh (Aalst, 18 februari 1963) is een Belgisch kinderboekenschrijfster, grafisch ontwerpster en illustratrice. Ze staat vooral bekend om haar ontwerpen voor Studio 100.

## Biografie

### Jeugd
Van Schuylenbergh werd geboren te Aalst op 18 februari 1963.  Ze studeerde Functionele Grafiek aan LUCA School of Arts te Gent. Tussen het jaar 1984 en 1986 maakte Van Schuylenbergh deel uit van de redactieraad van het studentenblad Veto, dat in Leuven wordt uitgegeven voor de studenten van de plaatselijke universiteit. Voor elk nummer tekende ze cartoons en strips; haar langstlopende was O dierbaar Vlaanderen, Pascal Lefèvre schreef het script. In 1988 was ze een van de winnende deelnemers aan een stripwedstrijd georganiseerd door "De Bond van Grote en van Jonge Gezinnen". Haar strip, 'Strip kan de klere krijgen', leverde haar 30 000 Belgische Franken op (zo'n 743.68 euro). Ze had later nog enkele strips gepubliceerd in het Suske en Wiske weekblad.

### Latere carrière
In het jaar 1988 illustreerde ze de omslag van de 7 inch single 'Droi Daugen' In 1990 werd ze lerares grafische kunsten en illustratie aan LUCA School of Arts te Gent.

### Illustratrice van kinderboeken[1]
Ze is gespecialiseerd in het illustreren van boeken voor peuters die nog maar net leren lezen.
Hieronder een lijst van haar kinderboeken:
- Bart Demyttenaere 'Toon Is Moe' (2002)
- Dirk Nielandt Prinses Binnen Rent Naar Buiten (2003)
- Saskia Reusens De Wolkjesfabriek (2002)
- Lies van Langenhoven Het Rare Zakje (2012)
- Inge Misschaert Het Geheim van Lies (2013)
- Gertrud Jetten Jip de Mus (2016)
- Wim Kets Dans en Zwans Mee! 15 Nieuwe Gekke Songs (2016)
- Isabel Versteeg Letterboek' en 'Telboek (2017)
- Annemarie Bon Pas Op Sis (2018) en Ik Eet Je Op! (2018)
- Marian van Gog Klein Als Een Muis
- Marianne Witte Poes Moos serie.

- International Standard Name Identifier: 0000 0003 9469 2556
- RKD-Nederlands Instituut voor Kunstgeschiedenis: 245367